# درآمدی بر انسان‌شناسی
درآمدی بر انسان‌شناسی تألیف پروفسور کلود ریویر، استاد دانشگاه پاریس۵، سوربن است و ترجمه را ناصر فکوهی انجام داده است. این کتاب با تأکید بر موضوع‌های تحقیق و بر مقولات تحلیل، بیان روش‌های کار در انسان‌شناسی و چگونگی درک پدیده‌های اجتماعی - فرهنگی برای درس (مبانی انسان‌شناسی) نوشته شده‌است. این کتاب یکی از کتاب‌های رفرنس برای دانشجویان رشته مردم‌شناسی است.
این کتاب دارای شش فصل در حوزه‌های مختلف انسان‌شناسی و مردم‌شناسی است.
قابل ذکر است که در سال ۱۳۵۷ نیز نشر سپهر در تهران کتابی به نام درآمدی بر انسانشناسی چاپ کرده‌است. این کتاب نوشته الیویا ولاهوس است و آن را سعید یوسف ترجمه کرده‌است.